# Persone di nome Dennis/Calciatori
| Questa pagina contiene informazioni ricavate automaticamente dalle voci biografiche con l'ausilio del template Bio e di un bot. L'aggiornamento è periodico e automatico e ricostruisce completamente la pagina. Se manca una persona in questa lista, sei pregato di non aggiungerla, ma accertati piuttosto che la sua voce biografica contenga il template Bio e che i dati anagrafici siano correttamente compilati. Se il template Bio manca, inseriscilo tu stesso o, in alternativa, metti l'avviso {{tmp\|Bio}} che ne segnala la mancanza. Se i dati riportati sono sbagliati, correggi direttamente la voce biografica; le modifiche saranno visibili in questa lista entro pochi giorni. Per chiarimenti vedi il progetto antroponimi. La lista contiene solo le 59 persone che sono citate nell'enciclopedia e per le quali è stato implementato correttamente il template Bio. Pagina aggiornata al 6 giu 2025. |

Questa è una lista di persone presenti nell'enciclopedia che hanno il nome Dennis e sono calciatori.

## A(4)
- Dennis Alas, ex calciatore salvadoregno (San Salvador, n. 1985)
- Dennis Antwi, calciatore ghanese (Accra, n. 1993)
- Dennis Aogo, ex calciatore tedesco (Karlsruhe, n. 1987)
- Dennis Appiah, calciatore francese (Tolosa, n. 1992)

## B(2)
- Dennis Banda, calciatore zambiano (Lusaka, n. 1988)
- Dennis Brose, ex calciatore e ex giocatore di calcio a 5 statunitense (n. 1967)

## C(4)
- Dennis Cagara, ex calciatore danese (Glostrup, n. 1985)
- Dennis Castillo, ex calciatore costaricano (San José, n. 1993)
- Dennis Chembezi, calciatore malawiano (Zomba, n. 1997)
- Dennis Cirkin, calciatore inglese (Dublino, n. 2002)

## D(3)
- Dennis Daube, ex calciatore tedesco (Amburgo, n. 1989)
- Dennis Diekmeier, ex calciatore tedesco (Thedinghausen, n. 1989)
- Dennis Dressel, calciatore tedesco (Dachau, n. 1998)

## E(2)
- Dennis Eilhoff, ex calciatore tedesco (Witten, n. 1982)
- Dennis Evans, calciatore inglese (Liverpool, n. 1930 - Londra, † 2000)

## F(1)
- Dennis Fenech, ex calciatore maltese (n. 1952)

## G(5)
- Dennis Geiger, calciatore tedesco (Mosbach, n. 1998)
- Dennis Gentenaar, ex calciatore olandese (Nimega, n. 1975)
- Dennis Gillespie, calciatore scozzese (Duntocher, n. 1936 - † 2001)
- Dennis Gjengaar, calciatore norvegese (Horten, n. 2004)
- Dennis Grote, calciatore tedesco (Kaiserslautern, n. 1986)

## H(2)
- Dennis Hadžikadunić, calciatore bosniaco (Malmö, n. 1998)
- Dennis Hodgetts, calciatore inglese (Birmingham, n. 1863 - † 1945)

## I(3)
- Dennis Iapichino, calciatore svizzero (Frauenfeld, n. 1990)
- Dennis Ifunaoa, calciatore salomonese (n. 1991)
- Dennis Iliohan, ex calciatore olandese (Amsterdam, n. 1972)

## J(2)
- Dennis Jackson, calciatore inglese (Birmingham, n. 1932 - † 2014)
- Dennis Jastrzembski, calciatore tedesco (Rendsburg, n. 2000)

## K(3)
- Dennis Kaygın, calciatore turco (Saulheim, n. 2004)
- Dennis Kempe, ex calciatore tedesco (Wesel, n. 1986)
- Dennis Kruppke, ex calciatore tedesco (Münster, n. 1980)

## L(1)
- Dennis Lota, calciatore zambiano (Kitwe, n. 1973 - Johannesburg, † 2014)

## M(5)
- Dennis Man, calciatore rumeno (Vladimirescu, n. 1998)
- Dennis Marshall, calciatore costaricano (Limón, n. 1985 - San José, † 2011)
- Dennis Masina, ex calciatore swati (Mbabane, n. 1982)
- Dennis Mizzi, ex calciatore maltese (n. 1964)
- Dennis Mortimer, ex calciatore inglese (Liverpool, n. 1952)

## O(3)
- Dennis Odhiambo, calciatore keniota (Siaya, n. 1985)
- Dennis Oliech, ex calciatore keniota (Nairobi, n. 1985)
- Dennis Olsson, calciatore svedese (Sundsvall, n. 1994)

## P(1)
- Dennis Praet, calciatore belga (Lovanio, n. 1994)

## R(1)
- Dennis Rommedahl, ex calciatore danese (Copenaghen, n. 1978)

## S(5)
- Dennis Salanović, calciatore liechtensteinese (Vaduz, n. 1996)
- Dennis Schiller, ex calciatore svedese (Göteborg, n. 1965)
- Dennis Sørensen, calciatore danese (Copenaghen, n. 1981)
- Dennis Srbeny, calciatore tedesco (Berlino, n. 1994)
- Dennis Stevens, calciatore britannico (Dudley, n. 1933 - † 2012)

## T(3)
- Dennis Johnsen, calciatore norvegese (Skien, n. 1998)
- Dennis Telgenkamp, ex calciatore olandese (Wierden, n. 1987)
- Dennis Tueart, ex calciatore inglese (Newcastle upon Tyne, n. 1949)

## V(4)
- Dennis Vaninger, ex calciatore statunitense (Saint Louis, n. 1952)
- Dennis Villanueva, calciatore filippino (Roma, n. 1992)
- Dennis Vos, calciatore olandese (Geldrop, n. 2001)
- Dennis van der Heijden, calciatore olandese (Rotterdam, n. 1997)

## W(3)
- Dennis Westcott, calciatore inglese (Wallasey, n. 1917 - Stafford, † 1960)
- Dennis Wilshaw, calciatore inglese (Stoke-on-Trent, n. 1926 - Stoke-on-Trent, † 2004)
- Dennis Wit, ex calciatore statunitense (Baltimora, n. 1951)

## Ö(2)
- Rasmus Örqvist, calciatore svedese (n. 1998)
- Dennis Östlundh, ex calciatore svedese (Stoccolma, n. 1977)